# Tonina Torrielli
Tonina Torielli (nacida el 22 de marzo de 1934 en Serravalle Scrivia, Alessandria, Italia) es una cantante italiana que estuvo de moda en la década de los 50.

## Biografía
Trabajadora de una fábrica de dulces en Novi Ligure, se inscribió en el concurso Voce Nuove en 1955, y lo ganó. Esto le permitió participar en el Festival della canzone italiana. En el Festival de San Remo quedó segunda, solo por detrás de Franca Raimondi, y quedó considerada como la gran revelación del año; y delante de Luciana Gonzales. Ese mismo año, representó a Italia en Eurovisión con la canción «Amami se vuoi» (Ámame si quieres). Ese año solo se dio a conocer el tema ganador, «Refrain» de Lys Assia, por lo que se desconoce la posición que alcanzó Tonina (después se rumoreó que había quedado entre las cinco primeras en la clasificación). Ese mismo año participó en el Festival di Napoli cantando con Grazia Gresi y con Tullio Pane por separado y, aunque no consiguió ganar, sí consiguió pasar a la final. En 1957 se presenta al Festival de San Remo, quedando tercera. En 1958 volvió a participar en el Festival, quedando en una segunda posición con la canción «L'edera», cantándola con Nilla Pizzi. En 1960 se casó con Mario Maschio. En 1962, participó en la primera edición de Cantagiro con la canción «Chitarra e Pistola». Tonina seguiría participando en el Sanremo en 1960, 1961. 1962 y 1963, consiguiendo como posición más alta la cuarta en 1960.
La cantante dejó los escenarios en 1965, alegando que quería dedicarse en pleno a su familia. Su última aparición pública fue en un programa de televisión el 7 de febrero de 2008.

## Canciones con las que participó en el Festival de Sanremo
- (1956) «Amami se vuoi»
- (1956) «Il cantico del cielo»
- (1956) «Il bosco innamorato»
- (1956) «Qualcosa è rimasto»
- (1957) «Scusami»
- (1957) «Intorno a te è sempre primavera»
- (1958) «L'edera»
- (1958) «Mille volte»
- (1958) «Nozze d'oro»
- (1959) Tua»
- (1959) «Adorami»
- (1959) «Il nostro refrain»
- (1960) «Colpevole»
- (1960) «Perderti»
- (1961) «Febbre di musica»
- (1962) «Aspettandoti»
- (1963) «Perdonarsi in due»
- (1963) «Com'è piccolo il cielo»